# Asti e la seconda guerra mondiale

## La vita in città

### La carta annonaria
Dopo l'entrata in guerra dell'Italia, mentre i giornali riportavano articoli trionfalistici, in Piemonte, i primi sintomi della crisi economica che stava investendo il Paese, si avvisarono dalla scarsità di generi alimentari e dall'aumento dei prezzi, che portano anche qui alla costituzione della "carta annonaria".
Questa tessera, nominativa, permetteva in date prestabilite di recarsi da un fornitore abituale per la prenotazione dapprima solo di generi alimentari, ma poi si diffuse, ad esempio, anche per il vestiario.
Il negoziante staccava la cedola di prenotazione apponendo la propria firma e, in una o due date prestabilite, si poteva prelevare la merce prenotata. Visto che i prezzi variavano di mese in mese era uso comune prelevare tutto quanto fosse possibile in un'unica soluzione.
Le date di prenotazione e ritiro dei generi alimentari venivano annunciate tramite manifesti e trafiletti sui giornali che si susseguivano a ritmi paradossali.
L'imperativo "Vincere", motto del fascismo, venne ben presto stampato sulle pagelle scolastiche, su lettere, cartoline e manifesti, ma gli astigiani, come del resto tutta la popolazione italiana, iniziò a vivere anni di privazioni e sgomento.

### Generi alimentari
Nel mese di gennaio del 1940 si razionò lo zucchero (500 g a persona al mese), a maggio dello stesso anno caffè e sapone; nei mesi successivi i produttori e commercianti furono obbligati a dichiarare la quantità prodotta di lardo, olio di oliva e formaggi grana.
Ci furono restrizioni sull'olio e sul burro (500 g mensili di burro o strutto o lardo). Anche il latte fu presto sottoposto a restrizione (tranne che per bambini e ammalati), tanto che fu fatto divieto di acquistare o vendere nel territorio astigiano latte non proveniente dalla centrale.
I detentori di suini dovettero dichiarare il numero di animali in loro possesso, escluso due per il fabbisogno familiare ed entro la fine dell'anno i contadini furono costretti a consegnare quasi tutti i prodotti all'ammasso.
Gli allevatori di bovini dovettero portare all'ammasso il 30% di ciò che eccedeva i 180 kg a capo per destinarlo alle forze armate e alla popolazione civile. Il 9 marzo 1941 fu regolata la vendita della carne e a dicembre la distribuzione fu prevista esclusivamente nei giorni di sabato e domenica, per le frattaglie invece nei giorni di lunedì, martedì e mercoledì. Dall'8 luglio gli ospedali poterono solo più reperire giornalmente la carne per la metà dei degenti (si considerò che l'altra metà dovesse attenersi a un basso regime di dieta).
Il 27 marzo 1941 fu fatto divieto di vendere gli avanzi di panettoni ai privati e destinarli solo più a forze armate e ospedali (poco per volta fu di fatto vietata la produzione dolciaria).
Dal 17 maggio i panettieri poterono produrre pane utilizzando l'aggiunta del 20% di patate, ma il 1º ottobre un'ordinanza lo razionò ancor più: la razione giornaliera per famiglia fu di 200 g  (o 170 g di farina di grano o 300 di farina di granoturco).
Il 24 maggio 1942 fu fatto divieto di vendere il pane raffermo extra-tessera, ma doveva essere ripartito tra la clientela che regolarmente esibiva la carta annonaria.
20 novembre 1943: il sale venne razionato a 400 g al mese.
Il 31 marzo 1944 sulla Gazzetta d'Asti si riferiva di una sorgente salmastra nel comune di Agliano; il 20 aprile 1944 fu fatto divieto di utilizzarla se non pagando un tanto al litro.
Il 5 agosto 1944 arrivò una lettera al comune di Agliano firmata dalla 45ª Brigata A.Garemi:
Il notiziario del 12 giugno 1944 della Guardia nazionale repubblicana di Asti (G.N.R.) riportava
Il 20 febbraio 1945 truppe partigiane requisirono sulla Asti-Alessandria un camion carico di sale che venne distribuito tra la popolazione.

### L'agricoltura
Nonostante la vastità del territorio agricolo astigiano, i prodotti scarseggiavano e di conseguenza i prezzi aumentavano a dismisura, soprattutto nel mercato nero, dove si riusciva comunque a trovare qualcosa in più per sfamarsi.
Vennero innanzitutto a mancare concimi e fertilizzanti, primo fra tutti il solfato di rame; i contadini cercarono di produrlo utilizzando oggetti in rame, monete e quant'altro, il che faceva scaturire i furti nel fili del telegrafo e delle reti ferroviarie.
Notiziario del 28 febbraio 1945 della Guardia nazionale repubblicana di Asti:
Il 1º giugno 1942 ai proprietari terrieri venne fatto obbligo di seminare a grano o segale o orzo terreno non inferiore all'anno precedente; qualche mese dopo (9 settembre) di seminare i campi incolti e gli interfilari.
La produzione bellica italiana non era sufficiente e a metà anno 1940 venne dato ordine agli astigiani di consegnare cancellate di ferro e altro metallo (fu permessa la detenzione di 2 kg di rame).
Il 1º agosto 1942 un'ordinanza obbligava i cittadini alla consegna di tutto il metallo in loro possesso, compreso i paioli in rame.
Il 28 novembre 1943 sulla Gazzetta d'Asti fu pubblicato che al mercato nero era probabile trovare gesso al posto di farina e fu fatto obbligo la coltivazione del girasole per ricavarne olio.

### Principali avvenimenti in città
Il 1º giugno 1940 l'illuminazione pubblica venne ridotta a un quarto per permettere l'oscuramento della città, così fu fatto divieto di illuminare vetrine e insegne e i veicoli a trazione dovevano avere una luce azzurrata. A luglio fu fatto divieto di usare gli abbaglianti.
Il 15 maggio 1941 i fasci femminili furono incaricati della raccolta del "cuscino di lana" per i soldati inviati a combattere in Russia.
Il 17 luglio 1942 ci fu un'incursione aerea che provocò danni ad alcuni edifici, ma nessun morto.
Il 13 dicembre 1944 fu vietato l'utilizzo di stufe elettriche (che provocavano dispendio di energia) e fu costituita un'ulteriore carta annonaria, "tessera legna", con il razionamento di 2 quintali per famiglia.
La scarsità della legna durante l'inverno, oltreché la scarsità di erogazione del gas, provocò il taglio "illegale" degli alberi lungo le vie cittadine, tanto che il podestà dovette emettere un divieto il 6 febbraio 1945; ma i disagi colpirono soprattutto malati e anziani le cui morti, secondo i bollettini di statistica dicembre 1944-aprile 45, furono 495 contro 335 nascite.
Con l'armistizio dell'8 settembre Asti venne occupata dalle forze tedesche che restrinsero il coprifuoco dalle 20 alle 6, furono affissi manifesti per l'arruolamento (ma oltreché non presentarsi nessuno, i manifesti furono strappati durante la notte), i cittadini furono invitati a consegnare le armi ritrovate nei campi e altri oggetti delle forze armate se in loro possesso (pena la fucilazione secondo la legge marziale).
Con l'occupazione degli edifici pubblici, tra cui le scuole, l'apertura a orario ridotto è datata 8 novembre 1943 (Provincia di Asti, novembre 1943).
Il 12 novembre 1943 sulla Gazzetta d'Asti venne annunciata l'attuazione in Italia delle leggi di Norimberga e il 30 entra in vigore la confisca dei beni, mobili e immobili, degli ebrei con la detenzione prevista nei campi di concentramento. Il 2 dicembre ne partono da Asti 30; solo 3 ritornarono dalla Germania, tra cui Enrica Jona. Nei primi anni della seconda guerra mondiale, tra il 1940 e il 1943, erano presenti ad Asti anche 69 profughi ebrei (incluse famiglie con bambini), provenienti dai Balcani. Un bambino, figlio di internati, era nato ad Asti il 27 dicembre 1942 e una coppia era riuscita ad ottenere il permesso di emigrare in Spagna il 18 giugno 1943. Dopo l'armistizio dell'8 settembre 1943, il gruppo degli ebrei internati prontamente si disperse. Alla fine quasi tutti riuscirono a salvarsi (la maggior parte trovando rifugio in Svizzera, altri nascosti in loco, altri ancora dirigendosi al Sud incontro all'esercito alleato). Sopravvissero anche due dei tre profughi ebrei che il 2 dicembre 1943 furono deportati insieme con gli ebrei astigiani, mentre perito ad Auschwitz sempre nel dicembre 1943 risulta Moise Salom, arrestato nell'ottobre 1943 a Luino, Varese, mentre cercava di attraversare il confine con la Svizzera.
Dal 17 gennaio 1944 fu fatto divieto di circolazione ai mezzi privati, pena il fuoco senza preavviso (Asti Repubblicana del 10 giugno 1944).
L'8 marzo 1944 scadeva il termine di presentazione delle leve 1922-1923-1924-1925, pena di morte con fucilazione al petto per i disertori. Nonostante l'avviso, furono pochi a presentarsi.
Il 18 aprile 1944 fu emanato un nuovo bando di richiamo con scadenza 25 maggio che, rivolgendosi indistintamente a tutti i richiamati con le precedenti disposizioni, prometteva «lacrime e sangue» per chi rimanesse alla macchia. 
Un'ulteriore chiamata alle armi fu fatta il mese successivo, senza alcun successo. Il 3 novembre 1944 un comunicato del governo repubblicano avvisava che il Duce, in occasione della ricorrenza della Marcia su Roma, emanava un decreto di condono delle pene per tutti i reati politici e di amnistia per i richiamati alle armi e al servizio del lavoro sempreché gli stessi si presentassero entro otto giorni alle autorità.
Dal 17 luglio ci furono 22 incursioni aeree sulla cittadina.
Il duce nel frattempo costituì le Brigate nere per dar man forte ai tedeschi nella lotta partigiana. Furono fatti diversi rastrellamenti nelle campagne astigiane dalla Legione Autonoma Mobile Ettore Muti, ma i partigiani ormai imperversavano sempre più organizzati e nell'ottobre del 1944, per evitare ulteriori imboscate, fu dato ordine ai contadini di mietere tutti i campi di stoppie (Asti Repubblicana).
Dal 14 ottobre 1944 vista la scarsità di carta moneta, i cittadini non poterono detenere più di lire 10.000 per famiglia.

## La Resistenza ad Asti

### I gruppi di resistenza
Soprattutto in Piemonte, ma anche nel Triveneto, in Liguria e in Emilia-Romagna, le formazioni di resistenza partigiana si svilupparono in modo imponente.
L'Associazione nazionale partigiani italiani riporta che furono circa 43.000 gli uomini che in Piemonte aderirono alla resistenza subito dopo la firma dell'armistizio dell'8 settembre 1943. Anche se bisogna aggiungere che Giorgio Bocca in: Storia dell'Italia partigiana fa scendere questo numero a 500 unità.
La ricerca regionale "Partigianato piemontese e società civile", condotta da sei Istituti piemontesi, ha preso in esame circa 3400 schede di partigiani, patrioti, benemeriti, nati e o residenti nell'Astigiano che hanno militato nelle formazioni locali. Il 56% ha ottenuto la qualifica di "partigiano combattente", il 21% quella di "patriota", il 15% quella di "benemerito", il 4% non ha ottenuto riconoscimenti, il 4% del totale è dato dai caduti.
Per ottenere la qualifica di partigiano era necessario aver militato continuativamente ed effettivamente ad una delle formazioni partigiane riconosciute dal Comitato di Liberazione Nazionale (C.L.N.) per un periodo di almeno 90 giorni; soltanto in casi eccezionali (azioni speciali condotte con spirito patriottico, entusiasmo e disciplina) la qualifica poteva essere rilasciata prima dello scadere dei 90 giorni prescritti.
Le formazioni partigiane erano costituite da operai, lavoratori dipendenti, contadini, artigiani, commercianti tecnici e professionisti, a cui si aggiungevano molto spesso disertori delle forze armate. L'avvicinarsi alla causa partigiana da parte dei militari fu verosimilmente dovuta al clima di sfascio e di disorganizzazione militare dopo la firma dell'armistizio; un esempio risale al dicembre 1943, quando al "VI Battaglione SS" in servizio a Cuneo, giunse l'ordine di contrastare una delle prime azioni partigiane attuate in provincia. Il reparto chiamato ad agire era costituito però completamente da ex-militari italiani catturati dai tedeschi in Grecia e nei Balcani dopo l'otto settembre. Nel corso dell'operazione antipartigiana, il presidio di un posto di blocco in Valle Stura, colse l'opportunità offertagli dalla sorte e disertò: dei 70 uomini del distaccamento, una trentina si consegnarono alla formazione bovesana di Ignazio Vian.
Episodi simili accaddero fino alla Liberazione così frequentemente che il governo di Salò ripiegò a misure punitive sempre più gravi: dalla pena di morte per i renitenti e disertori (febbraio 1944), alla circolare dell'anno dopo sulla «responsabilità parentale» (i congiunti del militare «assente arbitrario» o disertore sono puniti in "sua vece").
A partire dall'8 settembre si fece più forte la speranza dell'imminente fine della guerra e fece scattare nella popolazione una gara di solidarietà e appoggio della popolazione, stanca di restrizioni e terrore, donne comprese. Non fu solo una resistenza armata, ma un "sottobosco di antifascismo e di opposizione quotidiana al regime che non necessariamente si concretizzavano nella lotta armata".
Il rapporto tra gli "sbandati" (così vennero inizialmente definiti i partigiani) e la popolazione si rafforzò nel corso dell'estate 1944 quando, in coincidenza con il progressivo ritiro dei presidi fascisti dai paesi, le brigate conobbero il periodo di massima espansione grazie all'ingresso di centinaia di giovani.
Focolai di rivolta si manifestarono, oltre che nel capoluogo astigiano, nella zona di Nizza fino all'Acquese (dove operò l'VIII Divisione).
Gli scioperi del mese di marzo 1943, per contrastare i soprusi fascisti, coinvolsero operai ed operaie delle maggiori fabbriche cittadine; formazioni garibaldine si formarono tra il settembre 1943 e il febbraio 1944, partecipando ai primi nuclei di resistenza armata nelle Langhe ed in montagna.
Il 6 gennaio 1944 cade in combattimento il primo partigiano astigiano: Celso Cavagnino di Costigliole d'Asti.
Nel luglio 1944 fu costituita la "45ª brigata Garibaldi", che operò nella zona a nord-est del capoluogo (tra i paesi di Scurzolengo - dove era già attivo il gruppo di Renzo Verrua - Castagnole Monferrato, Portacomaro, Refrancore, Grana Monferrato, Calliano) e nella primavera dell'anno successivo, si svilupparono i collegamenti con i gruppi di ribelli già attivi o in via di formazione che agivano nella zona a sud del Tanaro.
La prima divisione garibaldina della provincia astigiana e la prima e unica forma di autogoverno partigiano del territorio fu la "Giunta popolare amministrativa dell'Oltre Tanaro" che si formò nell'autunno del 1944 (quando si credette che la fine della guerra e la sconfitta dei nazifascisti fossero vicine) con sede inizialmente a Nizza Monferrato e poi a Agliano Terme.
Se in un primo tempo la Resistenza armata italiana aveva privilegiato colpi di mano per lo più isolati e atti di sabotaggio compiuti a sorpresa, con la liberazione di Roma (4 giugno 1944), che preludeva l'avanzata degli alleati nel nord Italia, il movimento partigiano cominciò a organizzarsi dando vita ben presto alle repubbliche partigiane.
Nell'estate del 1944, dopo aver superato cruenti rastrellamenti, le formazioni partigiane riuscirono a liberare vasti territori del Piemonte (Langhe, valli del Cuneese, Alto Monferrato, Ossolano, Tortonese).
La Guardia nazionale repubblicana, al comando del generale Ricci, istituita nel dicembre del 1943 come corpo di polizia della neonata Repubblica sociale italiana aveva compiti di controllo politico e militare del territorio, pertanto, dai diversi comandi locali, vennero inviati a Salò, regolarmente dal dicembre 1943 all'aprile 1945, brevi relazioni sulla situazione politica generale delle province, segnalazioni della presenza e dell'attività delle bande partigiane e delle azioni repressive compiute nei loro confronti dalla G.N.R. stessa, dalle Brigate Nere e dai tedeschi.
Dal notiziario del 10 marzo 1945 le formazioni partigiane operanti nella Provincia di Asti erano:
- Banda Pontini – forza 800 uomini. Sede del comando: Cocconato. Comandante: Pontini. Opera nella parte nord della provincia.  Banda a sfondo badogliano.  Tale banda è quanto rimane della divisione “Monferrato” dopo il rastrellamento di dicembre
- 19ª Brigata Garibaldina – Formata da elementi della disciolta banda “Pontini” e da altri provenienti dalla Valle d'Aosta; forza: circa 1600 uomini. Centro: Cocconato. Opera nella parte nord della provincia. Banda a sfondo comunista.
- Banda Nando – Forza 7-800 uomini. Centro: Montafia – Camerano. Comandante: Nando. Opera nel territorio a nord del comune di Asti ed in stretto collegamento con la 19ª brigata. Banda a sfondo nazionale “Giustizia e libertà”.
- Banda Acuto “Tec-Tec”. Forza: 6-700 uomini. Centro: Castagnole Monferrato/Grana. Comandante: Acuto Luigi ed è in collegamento con la banda “Nando”. Banda autonoma
- Banda Rocca. Forza: 1740 uomini. Comandante: Rocca. Opera nella parte sud sud – ovest di Asti, confina a nord nord – est con la banda di “Nando”. Banda a sfondo comunista composta da elementi della disciolta divisione “Garibaldi”.
- Banda Balbo. Forza: 200 uomini. Centro: Cossano Belbo – Santo Stefano Belbo. Comandante: Balbo. Opera nel territorio sud della provincia di Asti, nella Langa Cuneese ed anche nel territorio alessandrino. Confina a nord con la Banda “Rocca” con la quale è in stretto collegamento.

In realtà le "bande" non erano più una semplice aggregazione di uomini che combattevano per difendersi, ma erano ormai già organizzate in "brigate" con un coordinamento politico-militare, basato sul rapporto tra unità operative di base e livelli superiori di direzione,  finalizzato alla liberazione. Il passaggio da banda a brigata divenne effettivo il 9 giugno 1944 col nascere del Comando generale del Corpo Volontari della libertà (C.V.L.),  struttura in cui si riconosceranno le forze partigiane più consistenti ad orientamento comunista, denominate Garibaldi e Giustizia e Libertà, rappresentate rispettivamente da Luigi Longo (Gallo) e Ferruccio Parri (Maurizio).
Nel territorio astigiano operarono:
- 45ª Brigata “Garemi”, comandata da Marletto (Achille).
- 101ª Brigata Garibaldi di Isola, comandante Emilio Capello “Avanti”
- 100ª Brigata Garibaldi di Belveglio
- VIII Divisione Garibaldi, comandante Davide Lajolo (Ulisse)
- II Divisione Langhe, comandante Piero Balbo (Poli) o (comandante Nord)
- IX Div. Garibaldi "Alarico Imerito" comandante Giovanni Rocca (Primo)

L'85.5% dei partigiani (astigiani di nascita o per residenza) che perse la vita nella propria provincia cadde in una località che distava pochi chilometri dal comune di origine.

### Il ruolo delle donne
Dallo studio di Roberta Favrin La lotta al femminile sulle ricerche condotte dalla I.S.R.At. si evince che "è più esatto parlare di resistenza, dalle svariate sfumature geografiche, sociali, politiche e militari".
Il coinvolgimento delle donne astigiane nella Resistenza fu sicuramente ampio, ma non è quantificabile per la scarsità di documenti scritti ufficiali che testimoniano la presenza numerica delle donne nelle formazioni. Il Ministero dell'Assistenza post-bellica ha compilato un “elenco delle donne che hanno partecipato alla Lotta di Liberazione”. L'elenco, tratto da fonti ANPI, riporta 185 nominativi.
La presenza femminile è particolarmente forte nelle Brigate Garibaldi ed in particolare nell'VIII Divisione “Asti”, che raggruppava alla fine del 1944 la 45ª, la 98ª e la 100ª brigata. Il 1º distaccamento di donne combattenti sorse proprio in Piemonte verso la metà del 1944 alla Brigata garibaldina “Eusebio Giambone”.
Per lo più le donne si avvicinarono attivamente alla resistenza, non per far carriera, ma per cercare di risolvere i problemi immediati che si ponevano nel periodo di crisi economica, ancorché i mariti erano stati inviati al fronte o passati tra le file partigiane. Svolsero così il ruolo fondamentale di "staffette",  esponendosi senza esitare ai rischi della guerra, assicurando la vita delle Brigate con cibo, indumenti, cure mediche, raccolta di denaro,  ospitalità e propaganda, formando quelli che vennero definiti “Gruppi di difesa”.
Nel 1945, con la caduta del regime fascista, riprese l'attività politica attraverso l'appoggio della linea radicale di rinnovamento sociale e politico sostenuta dai Comitati di Liberazione Nazionale (C.L.N.) e poi con vere e proprie campagne elettorali che ebbero inizio al profilarsi delle amministrative comunali del 1946 che avevano un'importante novità: l'introduzione del suffragio universale, che per la prima volta concedeva alle donne il diritto di voto.
I partiti si ritrovarono pertanto davanti ad un elettorato attivo praticamente raddoppiato a cui dovettero rivolgere particolare attenzione: sensibilizzazione alle tematiche femminili e appelli affinché le donne si interessassero più attivamente delle vicende politiche, furono gli argomenti delle campagne elettorali.

## L'epilogo
Il 30 marzo 1945 ci fu l'ultimo rastrellamento della Brigata Muti.
Il 24 aprile 1945 le truppe tedesche ripiegarono su Milano.
Il 30 aprile le prime truppe a
statunitensi entrarono ad Asti.